# Koto Panjang Padang
Koto Panjang Padang is een bestuurslaag in het regentschap Payakumbuh van de provincie West-Sumatra, Indonesië. Koto Panjang Padang telt 1342 inwoners (volkstelling 2010).